# Serenoja
Serenoja (lat. Serenoa repens, sin. Sabal serrulata), jedina vrsta vazdazelenog grma iz porodice palmi, koja čini monotipski rod serenoja (Serenoa).
Stanište ove patuljaste palme je od obale Južne Karoline, gdje raste na pješčanim dinama, do vlažnih šuma istočne Louisiane. Češće stvara nadzemno stablo u odnosu na prethodne. Listovi su joj zelenoplavi s bodljama na granama koje podsjećaju na pilu. Više voli sunce od ostalih stabala i dosta slabije raste u potpunoj sjeni. Ima primjenu u medicini, jer se njene bobice, inače jestive sirove, koriste u liječenju bolesti prostate i urinarnog trakta, a ima indicija i da sprečavaju pojavu raka. Ova palma ima otpornost do -20°C te je iznimno prikladna za cijelu jadransku obalu a pogodna je i za plantažni uzgoj jer njene bobice postižu visoku otkupnu cijenu.